# کلیسای جامع جدید کوئنکا
کلیسای جامع لقاح مطهر (اسپانیایی: Catedral de la Inmaculada Concepción) که معمولاً به عنوان کاتدرال (کلیسای جامع) جدید کوئنکا (اسپانیایی: Nueva Catedral de Cuenca) شناخته می‌شود، یک کلیسای جامع در شهر کوئنکا، اکوادور است که روبروی پارک کالدرون واقع شده است.
نقشه کلیسای جامع توسط خوآن باتیستا استیله (۱۸۲۹–۱۸۹۹) - یک راهب آلمانی الاصل که در سال ۱۸۷۳ از آلزاس به کوئنکا کوچیده بود - و به پیشنهاد اسقف لئون گاریدو ترسیم شد. کلیسای جامع جایگزینی شد برای کلیسای جامع قدیمی، که برای جمعیت کلیسا خیلی کوچک شده بود. کار ساخت و ساز کلیسای جدید در سال ۱۸۸۵ شروع شد و تقریباً یک قرن به طول انجامید. این ساختمان سبک‌های معماری بسیاری را ترکیب می‌کند، اما احیای رمانسک در آن غالب است. کلیسای جامع توسط سه گنبد غول پیکر پوشیده شده که با کاشی‌های لعابی آبی و سفید چشمگیری از چکسلواکی پوشیده شده‌اند. شیشه‌های رنگی آن توسط هنرمند اسپانیایی گیلرمو لارازابال ساخته شده است.

برج‌های آن به دلیل اشتباه محاسباتی معمار بریده شده است. اگر آنها تا اندازهٔ برنامه‌ریزی شده خود بالا می‌رفتند، پایه و اساس این کلیسا نمی‌توانست این وزن را تحمل کند. با وجود اشتباه بزرگ معمار، خط افق گنبدهای آن به نمادی برای شهر تبدیل شده است. نمای آن از سنگ مرمر و مرمر محلی ساخته شده است، در حالی که کف آن با سنگ مرمر صورتی پوشیده شده است که از کارارا (ایتالیا) آورده شده است. زمانی که کلیسای جامع برای اولین بار ساخته شد، ۹۰۰۰ نفر از ۱۰۰۰۰ ساکن کوئنکا می‌توانستند در این ساختمان جا شوند.

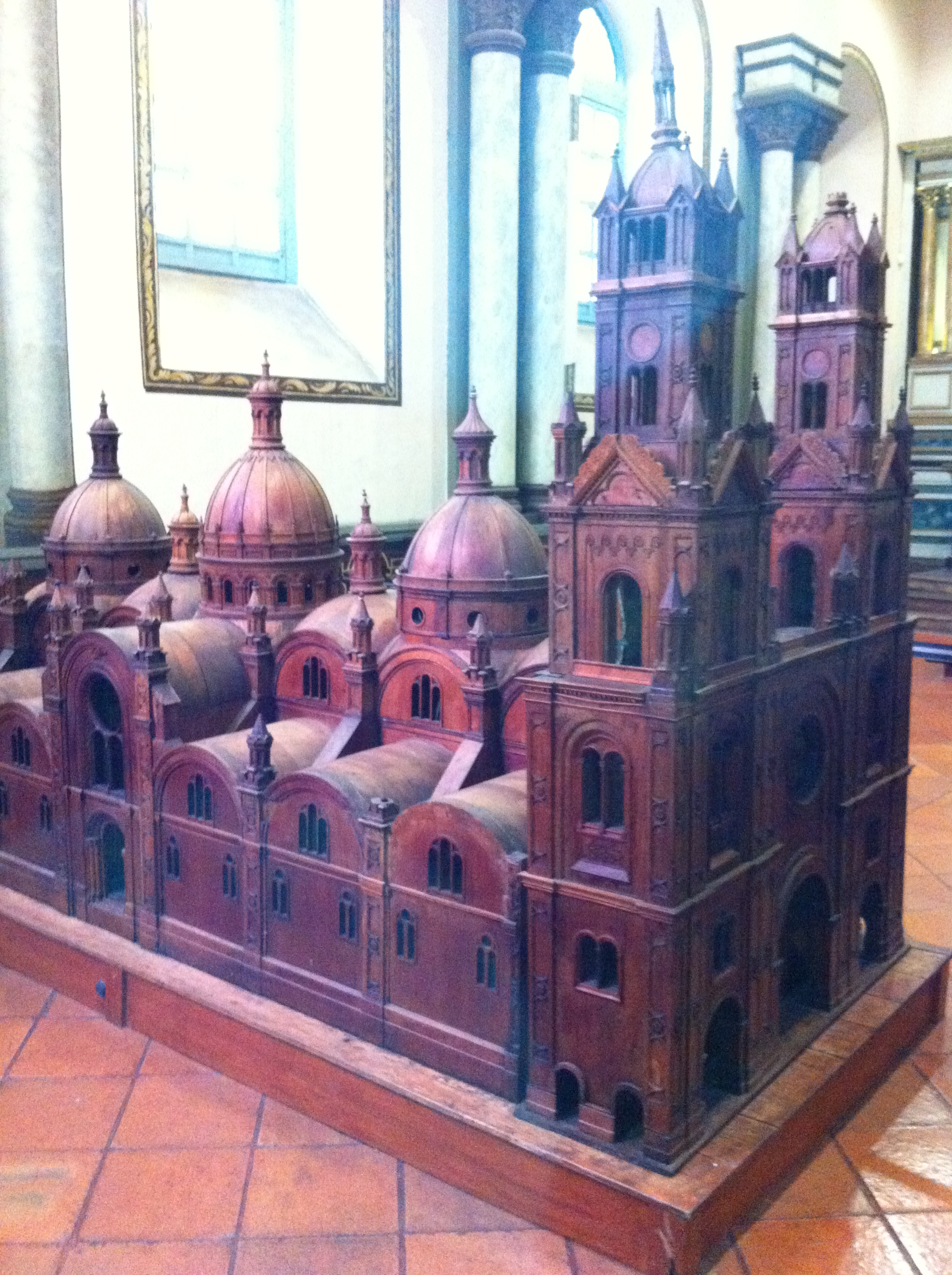
مدل چوبی کلیسای جامع جدید
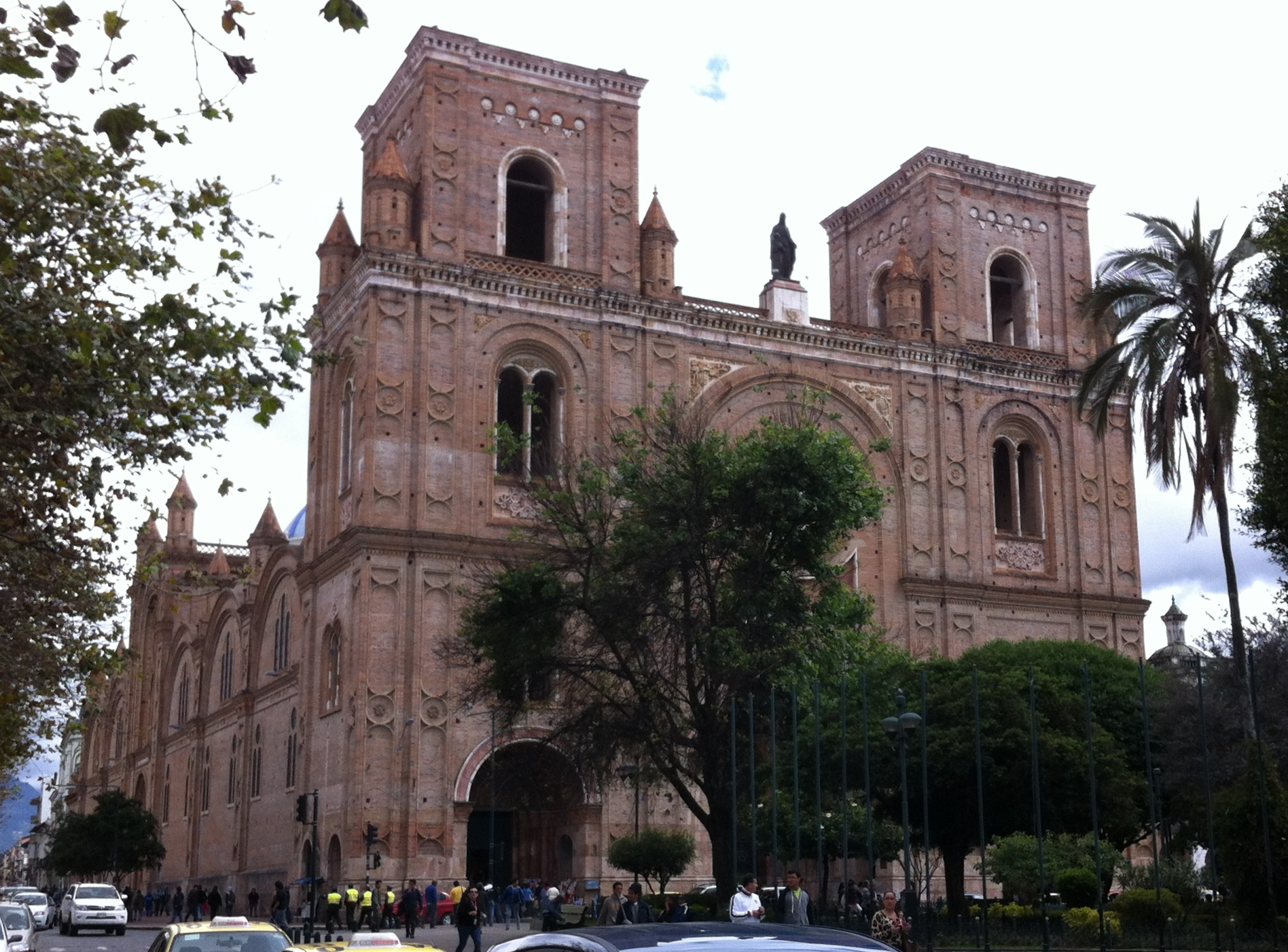
نمای کلیسای جامع جدید
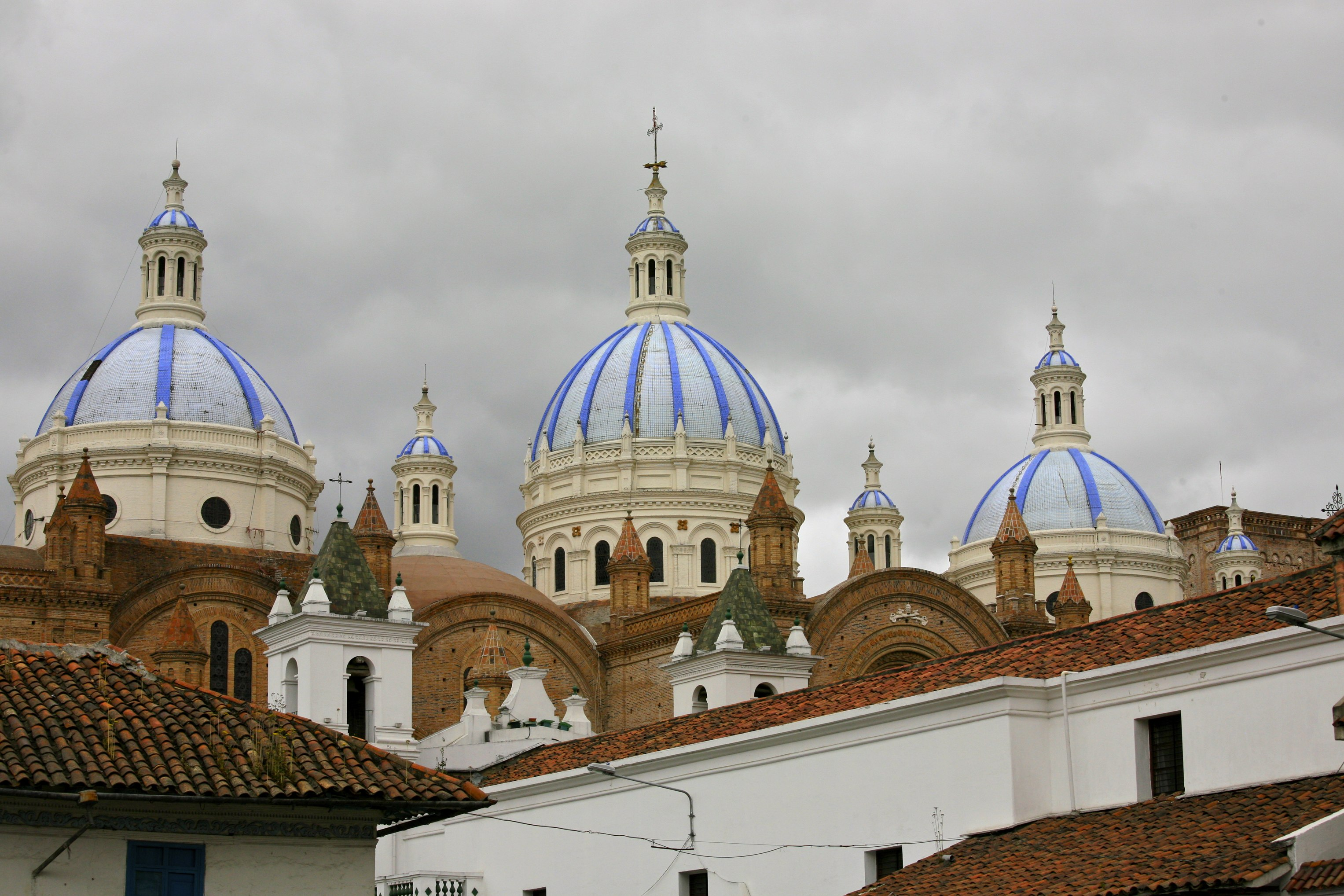
گنبدهای کلیسای جامع جدید
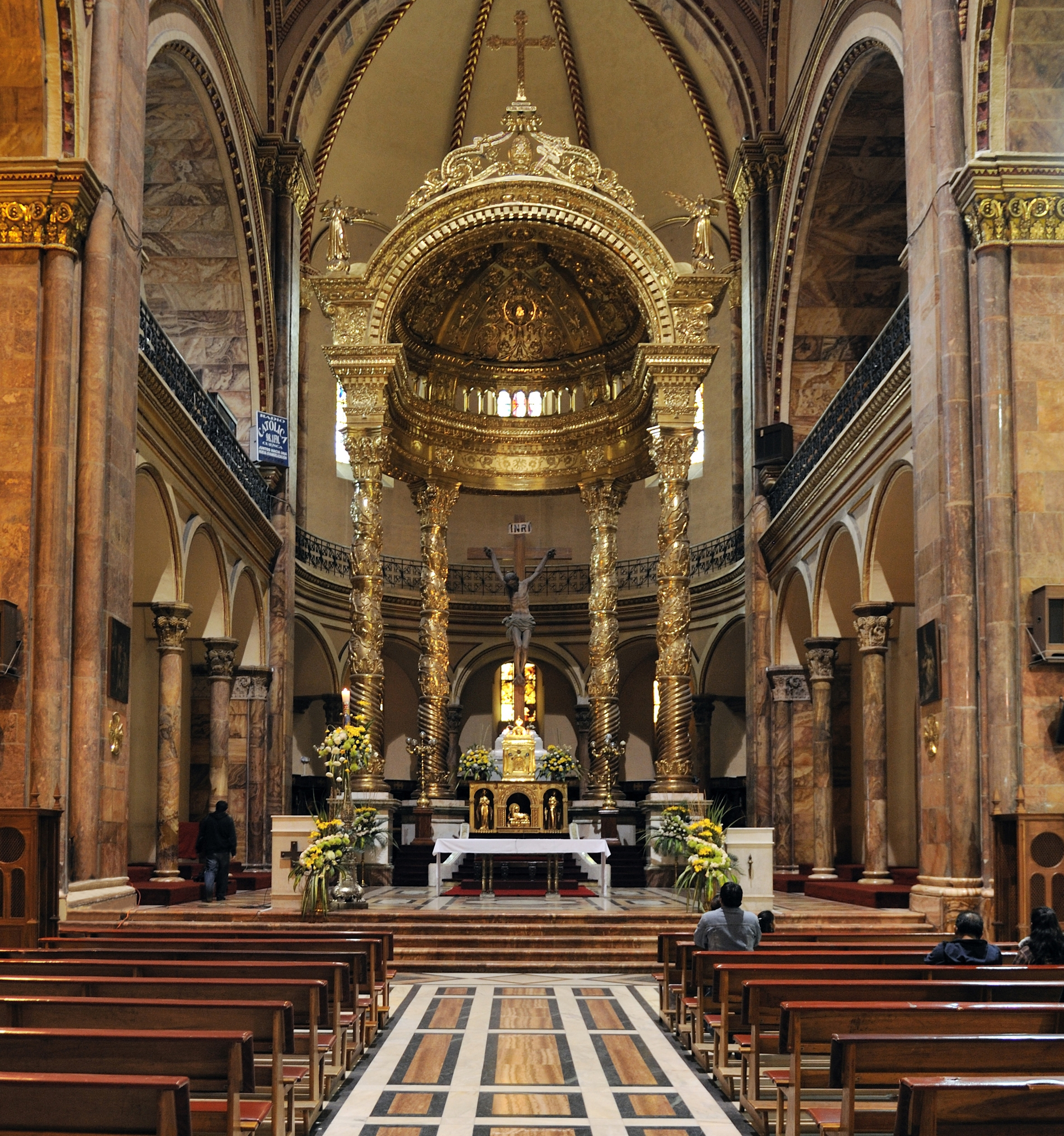
محراب عالی

## پیوند بیرون
- کلیسای جامع کوئنکا
- کلیسای جامع کوئنکا روی نقشه